# Indotyphlops leucomelas
Espèce
Synonymes
- Typhlops leucomelas Boulenger, 1890
- Asiatyphlops leucomelas (Boulenger, 1890)

Indotyphlops leucomelas est une espèce de serpents de la famille des Typhlopidae. 

## Répartition
Cette espèce est endémique du Sri Lanka.

## Description
L'holotype d'Indotyphlops leucomelas mesure 127 mm. Cette espèce a la face dorsale brun noirâtre et la face ventrale blanc pur.

## Étymologie
Son nom d'espèce, du grec ancien λευκός, leukόs, « blanc », et μέλας, melas, « noir », lui a été donné en référence à sa livrée.

## Publication originale
- Boulenger, 1890 : The Fauna of British India, Including Ceylon and Burma. Reptilia and Batrachia, p. 1-541 (texte intégral).